# Cook & Chemist

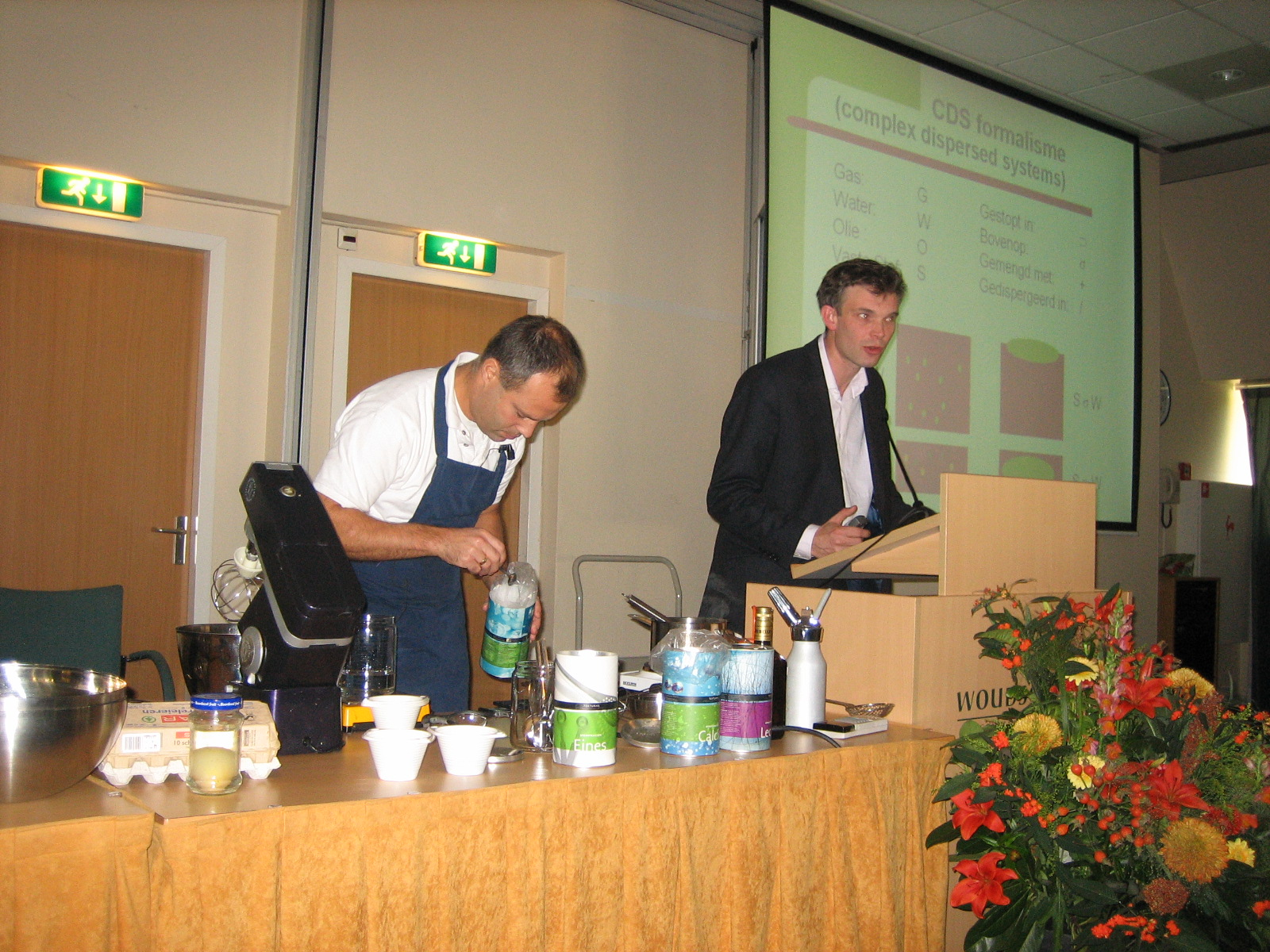
Cook Eke Mariën (links) en chemist Jan Groenewold (rechts) tijdens een conferentie van scheikundeleraren op 4 november 2006.

Cook & Chemist is de naam waaronder kok Eke Mariën en fysisch chemicus Jan Groenewold samenwerken en zich bezighouden met moleculaire gastronomie.
Geïnspireerd door On food and cooking van Harold McGee werken Mariën en Groenewold, die elkaar kennen van de studentenvereniging SSRA, sinds 2002 samen als Cook and Chemist. Ze experimenteren met andere bereidingswijzen dan de traditionele, geven demonstraties en cursussen, treden op in verschillende televisieprogramma’s (waaronder Nieuwslicht op 10 november 2005), en publiceerden in 2007 een boek over moleculaire gastronomie, dat in 2008 een vervolg kreeg in een tweede deel.
Hun werk past in een kader waarin wetenschappers (zoals de Franse fysisch chemicus Hervé This en de Brits-Hongaarse natuurkundige Nicholas Kurti) systematisch de klassieke keuken onderzoeken, en koks (zoals Ferran Adrià van restaurant El Bulli in Spanje en Heston Blumenthal van restaurant The Fat Duck in Engeland) proberen met nieuwe bereidingswijzen niet eerder ervaren culinaire sensaties tot stand te brengen.